# Stambruges
Stambruges is een dorp in de Belgische provincie Henegouwen, en een deelgemeente van de Waalse gemeente Belœil.
Stambruges was een zelfstandige gemeente, tot die bij de gemeentelijke herindeling van 1977 toegevoegd werd aan de gemeente Belœil.

## Bezienswaardigheden
- De Moulin Colmant is een ronde stenen grondzeiler van 1834 waarvan kap en gevlucht zijn verwijderd en waarvan de romp ingericht is als woonhuis.
- De Moulin Marie Tourond is het restant van een ronde stenen grondzeiler die in 1728 al bestond en waarvan het onderste deel in natuursteen werd uitgevoerd. In 1876 werd het bedrijf beëindigd en raakte de romp in verval.
- De Moulin Patin is het restant van een ronde stenen grondzeiler van 1828 waarvan de inrichting al in 1899 werd verwijderd en die in 1933 ingrijpend werd verbouwd tot woning.
- De Moulin du Rié is een bovenslagmolen op de Rieu Bouillant waarvan het houten rad en het binnenwerk nog aanwezig is.
- De Sint-Servaaskerk (Église Saint-Servais) is een neoclassicistisch bouwwerk van 1831-1834 met een toren waarvan het benedendeel afkomstig is van de voorgaande, in 1828 uitgebrande, gotische kerk.

## Natuur en landschap
Stambruges ligt aan het Kanaal Blaton-Aat met aan de overzijde uitgestrekte bossen en het Mer de Sable. Dit is een natuurgebied dat ontstaan is na de drooglegging, in 1852, van een groot meer. Er is ook nog een gebied van 15 ha waar in het verleden een steengroeve is geweest. De hoogte aan de kerk bedraagt 61 meter.

## Economie
Er is zandwinning en er zijn groeven voor zandsteen en kalksteen. In de 19e en 20e eeuw werd er vuurvaste steen geproduceerd.
In Stambruges en omliggende dorpen werd bonneterie geproduceerd, aanvankelijk door thuisarbeid en later in ateliers. De producten werden door reizende kooplui aan de man gebracht, de zogeheten campenaires. 

## Demografische ontwikkeling
- Bronnen:NIS, Opm:1831 tot en met 1970=volkstellingen, 1976= inwoneraantal op 31 december
- 1970: Aanhechting van Grandglise in 1965

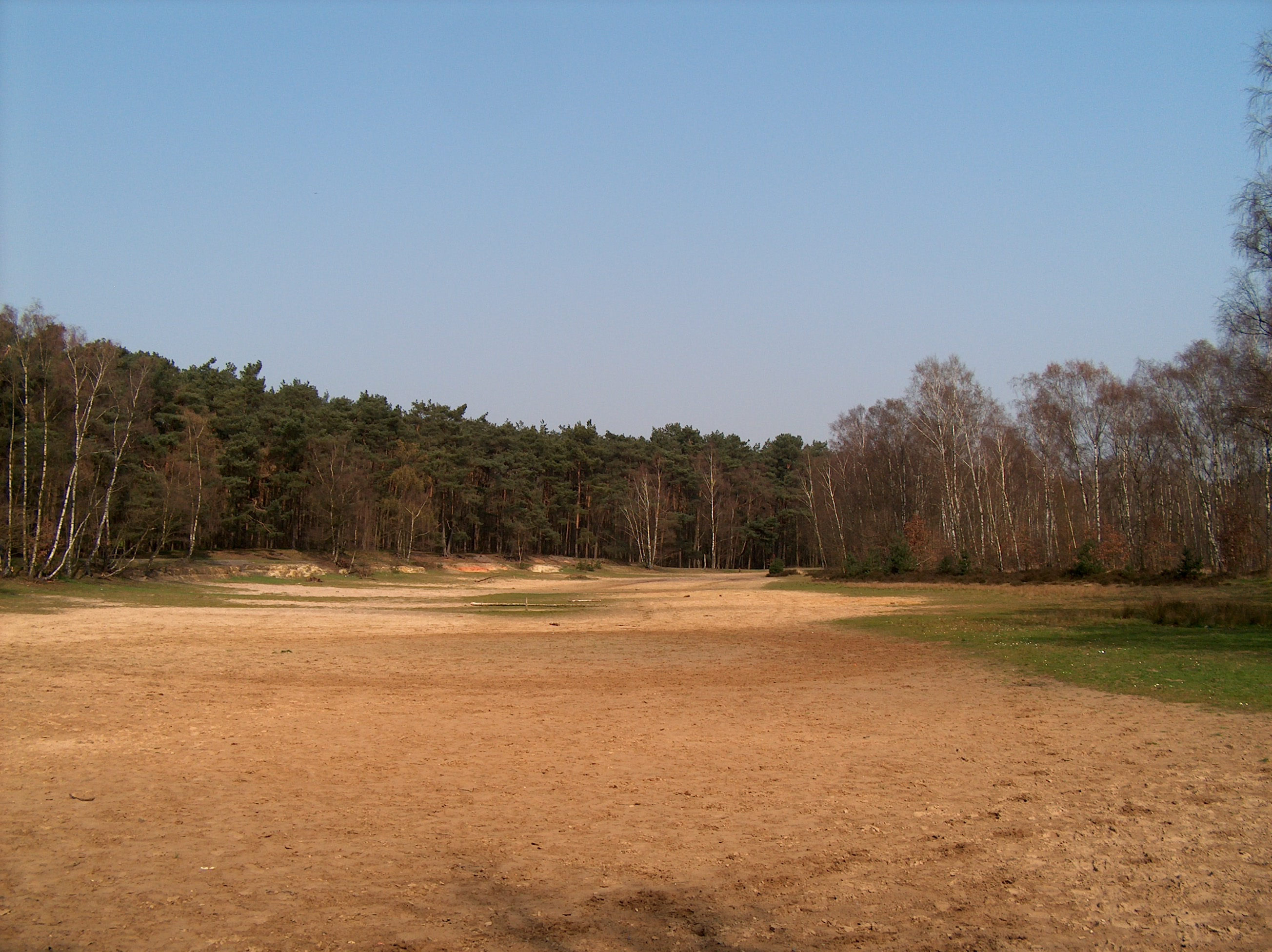
La Mer de Sable (Zee van Zand).

## Nabijgelegen kernen
Grandglise, Quevaucamps, Sirault, Harchies, Ville-Pommeroeul